# White House (Tennessee)
White House – miasto w Stanach Zjednoczonych, w stanie Tennessee, w hrabstwie Robertson.